# Unabhängige Wahlkommission Afghanistans
Die Unabhängige Wahlkommission (paschtunisch د افغانستان د ټاکنو خپلواک کمیسیون, persisch کمیسیون مستقل انتخابات افغانستان, englisch Independent Election Commission, kurz IEC) war die Wahlkommission Afghanistans. Ihre Aufgabe lag in der Organisation und Durchführung von Wahlen.
Kurz vor der Parlamentswahl 2010 wurde die IEC auf Betreiben von Hamid Karzai neu besetzt. Nach der Verabschiedung eines neuen Wahlgesetzes wurde die IEC im November 2016 personell neu besetzt.
Am 18. September 2013 wurde der Leiter der Kommission der Provinz Kundus, Amanullah Aman, von Unbekannten von einem Motorrad aus erschossen. Die Taliban bekannten sich zu dem Attentat.
Gut vier Monate nach der Machtübernahme durch die Taliban wurde die Wahlkommission, wie auch die Kommission für Wahlbeschwerden, Ende Dezember 2021 für aufgelöst erklärt. Nach Angaben des Sprechers der Regierung sehe diese keinen Bedarf mehr für beide Gremien.